# Leopold von Plessen
Leopold von Plessen, (in tedesco Leopold Engelke Hartwig von Plessen) (Raden, 21 gennaio 1769 – Schwerin, 25 aprile 1837), è stato un politico tedesco, primo ministro del Granducato di Meclemburgo-Schwerin dal 1836 al 1837.

## Biografia

### I primi anni

Leopold von Pleissen in un ritratto d'inizio Ottocento

Leopold von Plessen era il sesto dei dieci figli di Christoph Leopold Hartwig (9 gennaio 1721, Schwerin - 16 dicembre 1783, Raden), capitano d'esercito e proprietario terrieri, e di sua moglie Katharina Dorothea von Plessen (27 aprile 1741, Steinhausen, – 15 marzo 1803, Steinhausen).
Egli nacque a Raden vicino a Güstrow ed ottenne la prima istruzione presso tutori privati recandosi poi nel 1787 in Francia per studiare finanza e poi fu a Gottinga per lo studio del diritto internazionale, frequentando poi l'Università di Rostock. Nel 1790 prese parte all'incoronazione dell'Imperatore Leopoldo II a Francoforte. Tra i suoi vari viaggi soggiornò a Ratisbona e rientrò a Schwerin l'11 marzo 1793 per essere ammesso come uditore presso il tribunale locale e fu al servizio dello Stato del Meclmburgo. Il 10 settembre 1796 divenne Ciambellano a corte ed entrò nella gestione del Granducato di Meclemburgo-Schwerin dopo aver acquisito il castello di Vogelsang dalla divisione del patrimonio di suo padre morto nel 1783. Dopo ulteriori viaggi in Inghilterra, Francia e Austria, Plessen rimase per la maggior parte della sua vita nel ducato di Meclemburgo-Schwerin e rapidamente riuscì a guadagnarsi la fiducia del duca. Dal 1802 al 1806 fu delegato al Reichstag di Ratisbona e perseguì gli interessi della casa principesca che consentì poi a Federico Francesco I di ottenere il titolo di Granduca con il Congresso di Vienna. Per il grande operato di mediazione, nel 1805 il duca decise di inserirlo come Consigliere Privato negli affari del governo.

### Al servizio dello Stato
Nel 1807 venne nominato Ministro dell'Interno rimanendo in carica sino al 1808. Durante le guerre antinapoleoniche in Germania, a Plessen vennero affidati non pochi incarichi diplomatici e la quasi totalità delle trattative con Prussia, Russia e altre grandi potenze europee. Durante il Congresso di Vienna del 1814 egli perorò la causa della costituzione dell'Impero tedesco divenendo in breve tempo uno dei rappresentanti più noti dei principati tedeschi di Germania, il che gli consentì anche di far propendere favorevolmente l'ago della bilancia dei padri del Congresso affinché il Meclemburg-Schwerin mantenesse la propria autonomia amministrativa anche nella restaurazione. Per la sua abilità egli venne preso come punto di riferimento da tutti gli Stati del Meclemburgo che lo inviarono come rappresentante anche alla Conferenza di Vienna del 1819/20. In quello stesso anno ricevette una laurea honoris causa in giurisprudenza da parte dell'Università di Rostock in occasione dei 400 anni della fondazione dell'ateneo.
Il principe von Metternich, in qualità di cancelliere dell'Impero austriaco, dopo la Conferenza di Carlsbad offrì a von Plessen l'incarico di ministro delle finanze o degli esteri dell'Impero, ma egli rifiutò ritenendo tale incarico eccessivo e di enorme responsabilità, nonché per la sua amicizia col granduca Federico Francesco I che gli imponeva di rimanere a badare agli affari della sua terra natale. Fu grazie alla sua fama diplomatica che la corte di Schwerin divenne sede in quegli anni di molte visite da parte di diplomatici stranieri che contribuirono a far diventare il principato un grande centro culturale internazionale.
Dal 1824 egli trascorse tutte le estati nella residenza estiva fatta realizzare da suo padre in forma di tenuta a Dolgener ove continuò a ricevere importanti personaggi politici, mentre la sua residenza ufficiale venne fissata a Ludwigslust. Il principe Federico Francesco I, in segno di riconoscimento per i grandi servizi apportati al suo Stato e sentendo che il caro amico non poteva terminare la propria esistenza in una calma villa di campagna dimenticato da tutti e ritenendo che avesse ancora molto da offrire a suoi concittadini, nominò Leopold von Plessen alla carica di primo ministro di stato il 5 maggio 1836 oltre a quello di presidente del Consigli Privato del granduca.

### La morte

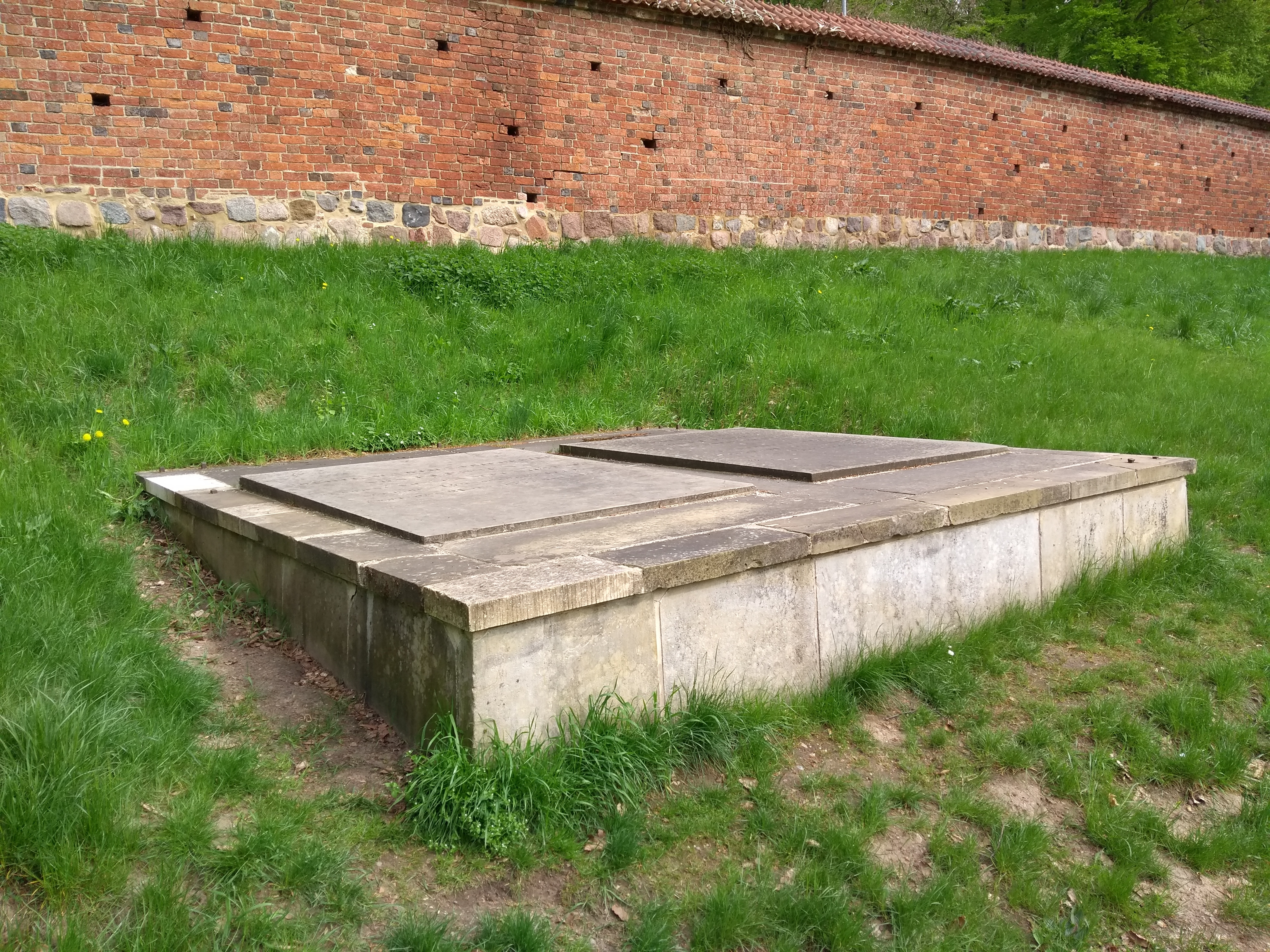
La tomba di Leopold von Plessen e della moglie al Monastero di Doberan (2018).

Il 25 aprile 1837, Leopold von Plessen morì di una paralisi del polmone a causa di malattia influenzale. La sua morte venne ricordata largamente dal principe di Metternich come "una piccola perdita per uno Stato tedesco ma una grande perdita per il governo federale". Von Plessen venne sepolto accanto alla moglie nel Monastero di Doberan ove ancora oggi si trova la sua tomba.

## Matrimonio e figli

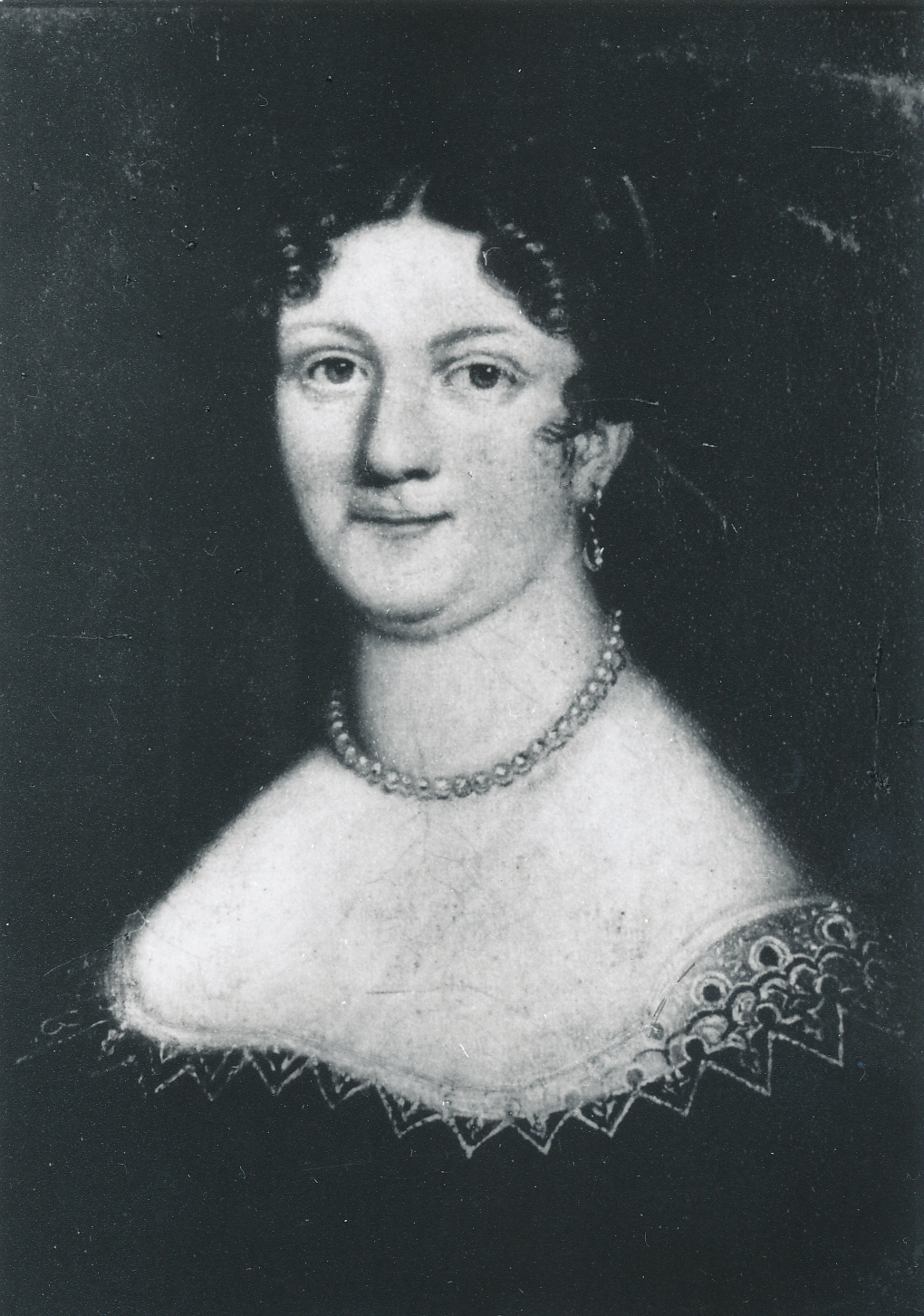
La baronessa Sophie von Campenhausen

Leopold von Plessen era sposato con la baronessa Martha Federica Sophie von Campenhausen (1776-1835) (dama dell'Ordine di Sant'Alexander Nevsky di Russia in brillanti), figlia del consigliere privato dello zar, Balthasar von Campenhausen (1745-1800) nonché dama di compagnia della principessa ereditaria Elena Pavlovna, consorte del granduca di Meclemburgo-Schwerin. La coppia ebbe i seguenti eredi:
- Luisa (1804-1857), sposò nel 1832 a Ludwigslust, Frederich Albert Oertzen (1797-1873)
- Federico (1806-1853)
- Ermanno (1810-1855), ciambellano del Brandeburgo nel 1839, sposò Lisette Stralendorff (1819-1846) ed alla morte di questa si risposò nel 1847 con Hedwig Ernestine von Storch

## Opere
- Grundzüge zur Verbesserung des Kreditwesens, insbesondere auf ritterschaftlichen Gütern in Mecklenburg. 1804
- Über die Circulation des Papiergeldes. Regensburg, 1805
- Über das natürliche Verhältnis und die Beschränkung des Handels zwischen verschiedenen Staaten, in Beziehung auf die gegenwärtigen Zeitverhältnisse. Amburgo, 1806
- Über die reelle Grundlage notwendigen Papiergeldes. Amburgo, 1806
- Grundzüge zu einem teutschen Gesamtwesen und einer National-Einheit. Vienna, 1815